# Dichorda rhodocephala
Dichorda rhodocephala là một loài bướm đêm trong họ Geometridae.